# Mansur Barzegar
Mansur Barzegar (pers. منصور برزگ; ur. 28 lutego 1947 w Teheranie) – irański zapaśnik w stylu wolnym. Dwukrotny olimpijczyk. Srebrny medalista z Montrealu 1976 i piąty w Monachium 1972 w kategorii 74 kg.
Trzykrotny medalista mistrzostw świata, zdobył złoty medal w 1973. Złoty medal na igrzyskach azjatyckich w 1974. Drugi w Pucharze Świata w 1976 roku. Po zakończeniu kariery trener zapasów.